# Valencijščina
Valencijščina (Valencià) je tradicionalno in uradno ime za regionalno različico katalonskega jezika, ki se govori v avtonomni deželi Valencija (Comunitat Valenciana) v Španiji. Od leta 1981 je poleg španščine uradni jezik v deželi Valencija.
Valencijščina obsega dve katalonski narečji, ki spadata v zahodno skupino katalonskih narečij: valencijsko narečje v ožjem pomenu, ki se govori v osrednjem in južnem delu dežele, ter t. i. prehodno valencijsko narečje, ki se govori na severu dežele ter v južni Kataloniji. 
Zaradi dolge in pomembne literarne tradicije je valencijščina izoblikovala poseben knjižni jezik, ki ga leta 1998 ureja Valencijska jezikovna akademija (Acadèmia Valenciana de la Llengua). Knjižni jezik se v veliki meri naslanja na t. i. "pravila iz Castellóna" (normes de Castelló), ki so jih leta 1932 sprejeli katalonski in valencijski jezikoslovci na skupnem sestanku v mestu Castelló de la Plana. Namen pravil je bila uskladitev katalonske in valencijske knjižne norme. Od tedaj knjižna valencijščina sledi istim pravopisnim in slovničnim pravilom kot knjižna katalonščina, pri čemer se upoštevajo njene regionalne posebnosti. Od svoje ustanovitve leta 1998 je Valencijska jezikovna akademija razširila seznam posebnosti, ki se upoštevajo v valencijski knjižni normi, kar je povzročilo nasprotovanje nekaterih krogov. 
Čeprav med jezikoslovci vlada konsenz, da je valencijščina različica katalonskega jezika, je vprašanje odnosa med valencijščino in katalonščino pereče politično vprašanje v Valenciji Valencijska jezikovna akademija priznava, da valencijščina tvori "isti jezikovni sistem" kot katalonščina, vendar obstajajo skupine (predvsem na politični desnici), ki tej trditvi nasprotujejo in trdijo, da je valencijščina samostojni jezik, podoben katalonščini. Na drugi strani obstajajo politične skupine (zlasti na levici), ki nasprotujejo uvajanju poskusom ločitve valencijščine od katalonščine in so kritični do uvajanja regionalnih posebnosti v knjižni jezik. 
Tirant lo Blanch, roman srednjeveškega pisatelja Joanota Martorella, velja za najpomembnejše delo valencijske književnosti. Bonifaci Ferrer je 15. stoletju prevedel Biblijo in ta prevod velja za temelj valencijskega knjižnega jezika.